# Érico III da Suécia
Érico, filho de Refil – conhecido na Suécia como Erik Refilsson - foi um rei lendário dos Suíones no século IX.
Segundo a Saga de Hervör (saga lendária islandesa do século XIII), era filho de Refil, e teria sucedido ao rei Érico, filho de Biorno (Erik Björnsson), para em seguida ser sucedido pelos filhos do próprio Érico - Anundo de Upsália (Anund Uppsale) e Biorno no Montículo (Björn på Högen), em co-regência.

|  |  |  |  |  |  |  |  |  |  |  |  |  |  |                                    |                                    |                                    |                                    |                                       |                                       |                                       |                                       |                                       |                                       | Biorno Flanco de Ferro Björn Järnsida |                                 |                                 |                                 |  |  |                                      |                                      |                                      |                                      |                                      |                                      |  |  |  |  |  |  |  |  |  |  |  |  |
|  |  |  |  |  |  |  |  |  |  |  |  |  |  |                                    |                                    |                                    |                                    |                                       |                                       |                                       |                                       |                                       |                                       |                                       |                                 |                                 |                                 |  |  |                                      |                                      |                                      |                                      |                                      |                                      |  |  |  |  |  |  |  |  |  |  |  |  |
|  |  |  |  |  |  |  |  |  |  |  |  |  |  |                                    |                                    |                                    |                                    |                                       |                                       |                                       |                                       |                                       |                                       |                                       |                                 |                                 |                                 |  |  |                                      |                                      |                                      |                                      |                                      |                                      |  |  |  |  |  |  |  |  |  |  |  |  |
|  |  |  |  |  |  |  |  |  |  |  |  |  |  |                                    |                                    |                                    |                                    | Érico, filho de Biorno Erik Björnsson | Érico, filho de Biorno Erik Björnsson | Érico, filho de Biorno Erik Björnsson | Érico, filho de Biorno Erik Björnsson | Érico, filho de Biorno Erik Björnsson | Érico, filho de Biorno Erik Björnsson |                                       |                                 |                                 |                                 |  |  | Príncipe Refil                       | Príncipe Refil                       | Príncipe Refil                       | Príncipe Refil                       | Príncipe Refil                       | Príncipe Refil                       |  |  |  |  |  |  |  |  |  |  |  |  |
|  |  |  |  |  |  |  |  |  |  |  |  |  |  |                                    |                                    |                                    |                                    | Érico, filho de Biorno Erik Björnsson | Érico, filho de Biorno Erik Björnsson | Érico, filho de Biorno Erik Björnsson | Érico, filho de Biorno Erik Björnsson | Érico, filho de Biorno Erik Björnsson | Érico, filho de Biorno Erik Björnsson |                                       |                                 |                                 |                                 |  |  | Príncipe Refil                       | Príncipe Refil                       | Príncipe Refil                       | Príncipe Refil                       | Príncipe Refil                       | Príncipe Refil                       |  |  |  |  |  |  |  |  |  |  |  |  |
|  |  |  |  |  |  |  |  |  |  |  |  |  |  |                                    |                                    |                                    |                                    |                                       |                                       |                                       |                                       |                                       |                                       |                                       |                                 |                                 |                                 |  |  |                                      |                                      |                                      |                                      |                                      |                                      |  |  |  |  |  |  |  |  |  |  |  |  |
|  |  |  |  |  |  |  |  |  |  |  |  |  |  | Biorno no Montículo Björn på Högen | Biorno no Montículo Björn på Högen | Biorno no Montículo Björn på Högen | Biorno no Montículo Björn på Högen | Biorno no Montículo Björn på Högen    | Biorno no Montículo Björn på Högen    |                                       |                                       | Anundo de Uppsala Anund Uppsale       | Anundo de Uppsala Anund Uppsale       | Anundo de Uppsala Anund Uppsale       | Anundo de Uppsala Anund Uppsale | Anundo de Uppsala Anund Uppsale | Anundo de Uppsala Anund Uppsale |  |  | Érico, filho de Refil Erik Refilsson | Érico, filho de Refil Erik Refilsson | Érico, filho de Refil Erik Refilsson | Érico, filho de Refil Erik Refilsson | Érico, filho de Refil Erik Refilsson | Érico, filho de Refil Erik Refilsson |  |  |  |  |  |  |  |  |  |  |  |  |